# طوبا الزنغریه
طوبا الزنغریه (به لاتین: Tuba-Zangariyye) یک منطقهٔ مسکونی در اسرائیل است که در شمال واقع شده‌است.